# NGC 6478
NGC 6478 је спирална галаксија у сазвежђу Змај која се налази на NGC листи објеката дубоког неба.
Деклинација објекта је + 51° 9' 24" а ректасцензија 17h 48m 38,3s. Привидна величина (магнитуда) објекта NGC 6478 износи 13,4 а фотографска магнитуда 14,1. Налази се на удаљености од 83,600 милиона парсека од Сунца. NGC 6478 је још познат и под ознакама UGC 10998, MCG 9-29-32, CGCG 278-33, IRAS 17474+5110, PGC 60896.